# Рюстенбург (местный муниципалитет)
Рюстенбург (англ. Rustenburg Local Municipality) — местный муниципалитет в районе Боджанала Платинум Северо-Западной провинции (ЮАР). Административный центр — город Рустенбург.

## География и климат
Муниципалитет расположен у подножия хребта Магалисберг, в 110 км к северо-западу от Йоханнесбурга. Климат субтропический, с жарким летом (+30 °C) и мягкой зимой (+15 °C). Через территорию протекает река Хекспрут.

## Экономика
Основу экономики составляют:
- Добыча платины (крупнейшие в мире месторождения Бушвелдского комплекса)
- Сельское хозяйство (цитрусовые, табак, кукуруза)
- Туризм (природные заповедники и исторические места)

## Население
По данным переписи 2011 года население составляло 549 575 человек. Основные этнические группы: тсвана (56 %), африканеры (12 %) и зулусы (8 %).

## История
Муниципалитет образован в 2000 году путём объединения:
- Города Рустенбург (основан в 1851 году)
- Посёлка Марикана (известен кровавыми столкновениями 2012 года)
- Деревень племени бафокенг

На территории находится ферма Боекенхоутфонтейн — резиденция Пауля Крюгера, президента Республики Трансвааль во время Англо-бурской войны.

## Транспорт
- Автодороги: N4 (в Ботсвану), R510 (в Преторию)
- Аэропорт Рустенбург (внутренние рейсы)
- Железнодорожная станция

## Достопримечательности
- Пиланесберг (национальный парк)
- Сан-Сити (известный курорт)
- Мемориал Пауля Крюгера
- Платиновые шахты

## Этимология названия
Название «Рюстенбург» происходит от нидерландских слов rusten («отдых, покой») и burg («город, крепость»), что можно перевести как «город покоя» или «крепость отдыха». Это название отражало надежды первых поселенцев-буров на мирную жизнь в этом регионе.

## Примечание
1. ↑  Rustenburg Local Municipality | South African Government. www.gov.za. Дата обращения: 4 июня 2025.
2. ↑  South African Languages — Place names